# Distretto di San Agustín de Cajas
Il distretto di  San Agustín de Cajas è uno dei ventotto distretti della provincia di Huancayo, in Perù. Si trova nella regione di Junín e si estende su una superficie di 23,09   chilometri quadrati.